# 한장구 (푸톈시)

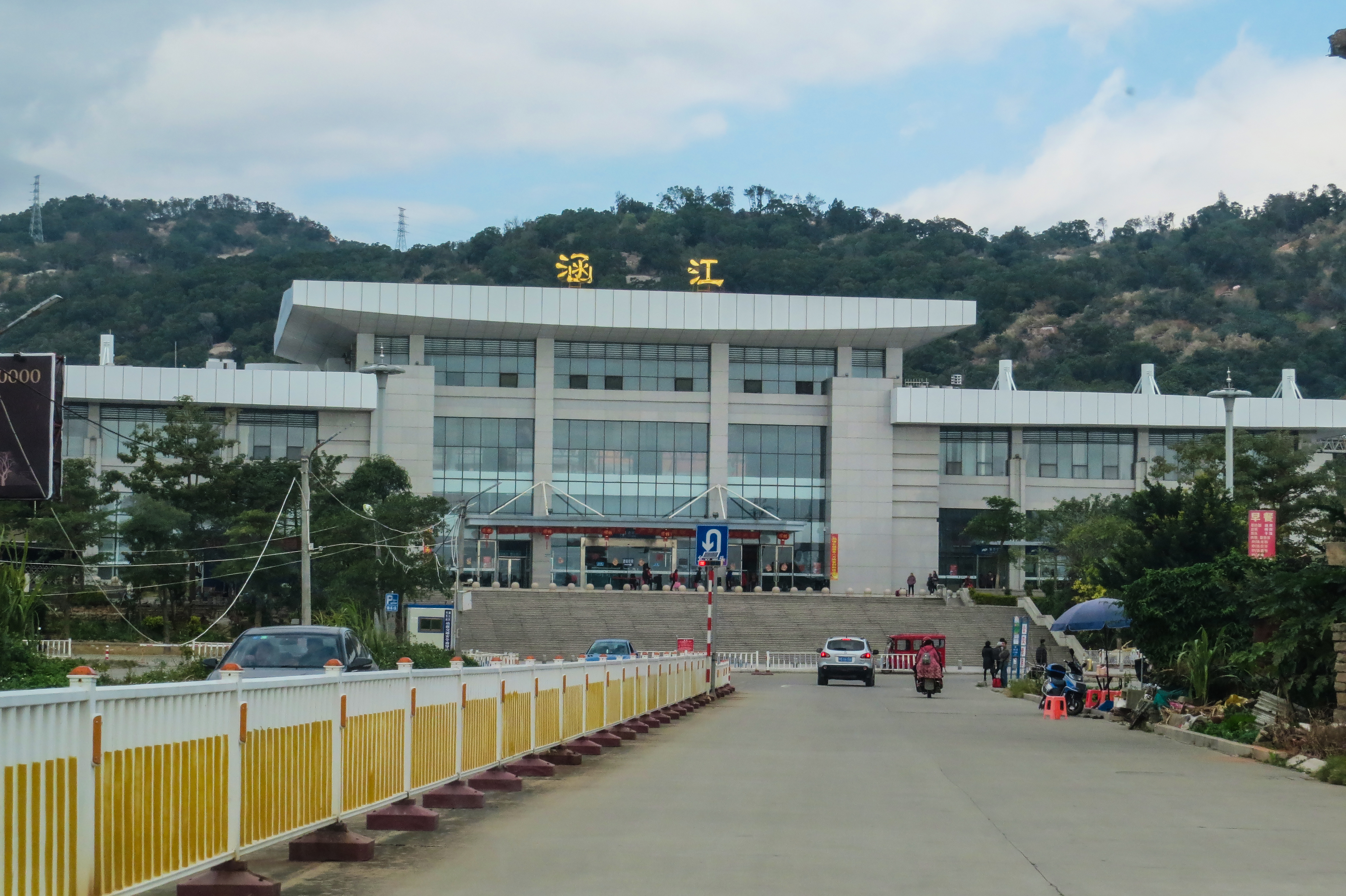

한장구(한국어: 함강구, 중국어: 涵江區, 병음: Hánjiāng Qū)는 중화인민공화국 푸젠성 푸톈시의 현급 행정구역이다. 넓이는 790km2이고, 인구는 2007년 기준으로 420,000명이다.

## 행정 구역
2개 가도, 9개 진, 1개 향을 관할한다.
- 가도: 함동 가도(涵東街道), 함서 가도(涵西街道).
- 진: 삼강구진(三江口鎭), 백당진(白塘鎭), 국환진(國歡鎭), 오당진(梧塘鎭), 강구진(江口鎭), 추로진(萩蘆鎭), 백사진(白沙鎭), 장변진(莊邊鎭), 신현진(新縣鎭).
- 향: 대양향(大洋鄕).